# Suhuleț, Iași
Suhuleț este un sat în comuna Tansa din județul Iași, Moldova, România.

## Monument istoric
- Biserica de lemn „Sf. Voievozi” (1780), monument de arhitectură; IS-II-m-B-04252